# Kozłowice (gmina)
Kozłowice – dawna gmina wiejska istniejąca w latach 1945–1954 w woj. śląskim i woj. opolskim (dzisiejsze woj. opolskie). Siedzibą władz gminy były Kozłowice.
Jako polska jednostka administracyjna gmina Kozłowice zaczęła funkcjonować po II wojnie światowej (w grudniu 1945) w powiecie oleskim na terenie tzw. Ziem Odzyskanych (tzw. I okręg administracyjny – Śląsk Opolski), powierzonym 18 marca 1945 administracji wojewody śląskiego, a z dniem 28 czerwca 1946 przyłączonym do woj. śląskiego (śląsko-dąbrowskiego).
Według stanu z 1 stycznia 1946 gmina składała się z 5 gromad: Kozłowice, Budzów, Grzmotniki, Jamy i Pawłowice. 6 lipca 1950 zmieniono nazwę woj. śląskiego na katowickie; równocześnie gmina Kozłowice wraz z całym powiatem oleskim weszła w skład nowo utworzonego woj. opolskiego.
Według stanu z 1 lipca 1952 gmina składała się z 5 gromad: Budzów, Jamy, Kozłowice, Pakoszów i Pawłowice Gorzowskie. Gmina została zniesiona 29 września 1954 wraz z reformą wprowadzającą gromady w miejsce gmin. Jednostki nie przywrócono 1 stycznia 1973 wraz z kolejną reformą reaktywującą gminy.